# Thomas Linley den äldre

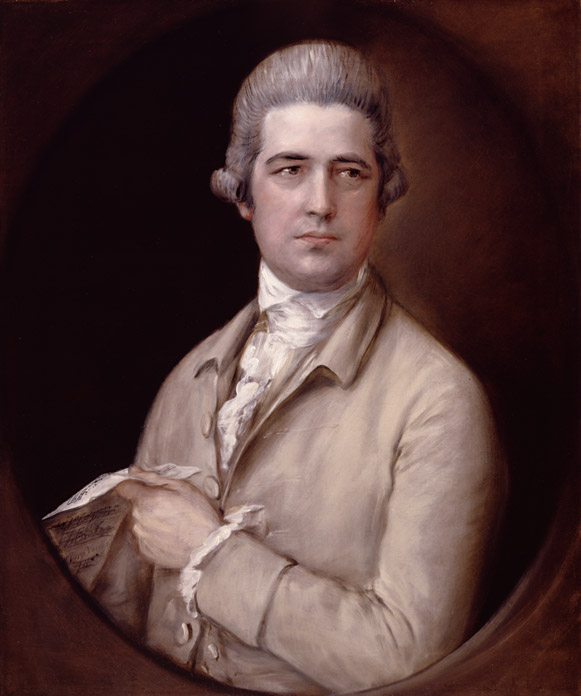
Thomas Linley av Thomas Gainsborough med "Elegies for Three Voices" i handen.

Thomas Linley den äldre, född 17 januari 1733 i Badminton i Gloucestershire, död 19 november 1795, var en engelsk musiker.
Linley studerade musik i Bath i Somerset, där han senare verkade som sånglärare och dirigent.
Från 1774 var han verksam vid Drury Lane Theatre i London där han skrev musik till, eller ställde samman musik till många av de föreställningar som producerades där. Han skrev också många sånger och madrigaler. År 1786 samarbetade han med John Burgoyne i skådespelet Richard Coeur de Lion (Rikard Lejonhjärta). 

## Familj
Med sin hustru Mary Johnson hade han 12 barn, av vika sju blev musiker eller skådespelare:
- Elizabeth Ann Linley (1754–1792), hans äldsta dotter, hustru till Richard Brinsley Sheridan
- Thomas Linley den yngre (1756–1778), hans äldste son, tonsättare och berömd violinist
- Mary Linley (1758–87), gift med dramatikern Richard Tickell 1780.
- Samuel Linley (1760–1778), den andre sonen, sångare och oboist
- Maria Linley (1763–84), sångare.
- Ozias Thurston Linley (1765–1831), präst i Norwich och organist i Dulwich
- William Linley, (1771–1835), tonsättare och författare